# Browneopsis disepala
Browneopsis disepala là một loài rau đậu thuộc họ Fabaceae.
Loài này chỉ có ở Ecuador.
Môi trường sống tự nhiên của chúng là rừng khô nhiệt đới hoặc cận nhiệt đới, rừngs ẩm vùng đất thấp nhiệt đới hoặc cận nhiệt đới, và vùng núi ẩm nhiệt đới hoặc cận nhiệt đới.